# Pantasma
Pantasma es un valle y comunidad rural del municipio de Santa María de Pantasma del departamento de Jinotega en la República de Nicaragua.

## Toponimia
Tiene su origen en la lengua Miskita, el vocablo "Pantasma" significa "hombre bajo" o "cabeza chata". 
En gallego: pantasma proviene del griego φάντασμα (phantasma) que se traduce fantasma en castellano.

## Historia
Fray Fernando Espino siendo provincial de Guatemala, 1674, envió a Fr. Pedro Lagares al valle de Pantasma, dando lugar a la construcción del Hospicio de Nueva Segovia y a la fundación de los pueblitos de Culcali (Quilalí), Paraka, San José de Pantasma, y San Francisco de Nanaica, al norte del actual departamento de Jinotega. Espino evangelizó y construyó iglesias en los parajes de Pantasma, al norte de Jinotega. Murió en Nueva Segovia circa 1776.

## Geografía
El valle de Pantasma es de forma circular con un diámetro de más de 12 kilómetros al norte de Nicaragua con coordenadas 13° 22´ norte y 85° 57´ oeste. En su centro está "Las Praderas" con 40.000 habitantes, la cabecera municipal de Santa María de Pantasma.
El valle es pobre pero fértil, con agricultura intensiva (maíz, granos, frutas, café y ganadería). Lo atraviesa el río Pantasma, un tributario del río Coco o Segovia o Wanki. 

### Geología
En cuanto a geología, actualmente hay nuevas suposiciones de que el cráter de Pantasma se haya formado cuando un meteorito de un diámetro de más de 500 m chocó contra las capas efusivas terciarias de la región. La forma circular del valle, la posición oblicua de su piso según la cuesta espaciosa de la montaña y su situación al parecer arbitraria apoyan la hipótesis del impacto meteorito. Un levantamiento central falta o se puede cubrir ya con sedimentos. Un anillo de eyección no es reconocible claramente en el paisaje rugoso. El tamaño y forma del cráter recuerda en el Cráter de Bosumtwi en Ghana (10 km, 1 millón de años). Su posición en el paisaje es casi idéntico al cráter del impacto de Goat Paddock en Australia (5 km, 50 millones de años). Sin embargo, la historia volcánica de la región entera y la vecindad de una zona volcánica activa del Pacífico también sugieren un origen volcánico (caldera explosiva, Krakatoa, Tambora).
Una expedición de astrónomos nicaragüenses en julio de 2009 ha confirmado la hipótesis del impacto. El geólogo Jean H. Cornec (Denver, EE.UU) dice que ha encontrado tectitas de 800.000 años de edad en Belice, 500 km en dirección noroeste.
Las investigaciones geológicas de Pierre Rochette, de la Universidad Marseille / Aix-en-Provence, en Pantasma muestran el origen de impacto del cráter: "Evidencia de un cráter de impacto pleistoceno de 14 km de diámetro en Nicaragua" .